# Augustinerkirche (Krakau)
Die Augustinerkirche (poln. Kościół Augustiański) oder auch Katherina-von-Alexandria-und-Margarethen-Kirche (poln. Kościół św. Katarzyny Aleksandryjskiej i św. Małgorzaty) in Krakau ist eine römisch-katholische Kirche an der Augustiańska im Stadtteil Kazimierz südlich der Krakauer Altstadt.

## Geschichte
Die Augustinerkirche wurde um 1342 von Kasimir III. dem Großen für die Augustiner, die er aus Prag nach Krakau geholt hat, in der auf einer Weichselinsel südlich der Altstadt neue angelegten Stadt Kazimierz gestiftet. Die Kirche wurde 1378 eingeweiht. Den Ausbau der Kirche Anfang der 15. Jahrhunderts stiftete der Ritter Stibor von Stiborice und Beckov. Weitere Gönner der Kirche und des Klosters waren die Magnaten Lanckoroński und der Kardinal Zbigniew Oleśnicki 1443 stürzte ein Teil des Gewölbes bei einem Erdbeben, einer in Polen sehr seltenen Erscheinung, ein und wurde bis 1505 erneuert. Aus dem 15. Jahrhundert stammt der Glockenturm. Der frühbarocke Hauptaltar von Andrzej Wenesta stammt von 1634, der ursprüngliche gotischer Altar, das Krakauer Augustiner Polyptychon von Nicolaus Haberschrack befindet sich heute im Erasmus-Ciołek-Bischofspalast, einer Filiale des Krakauer Nationalmuseums. Die Kirche wurde nach einem erneuten Erdbeben 1786 im 19. Jahrhundert von Karol Knaus und Karol Kremer restauriert. 1993 kehrten die Augustiner in das Kloster und die Kirche zurück, das sie während der deutschen Besatzung verlassen mussten.
In der Kirche ist unter anderem der Ritter Spytek Wawrzyniec Jordan bestattet. Sein Grabmal schuf der bedeutendste polnisch-italienische manieristische Bildhauer und Architekt Santi Gucci.

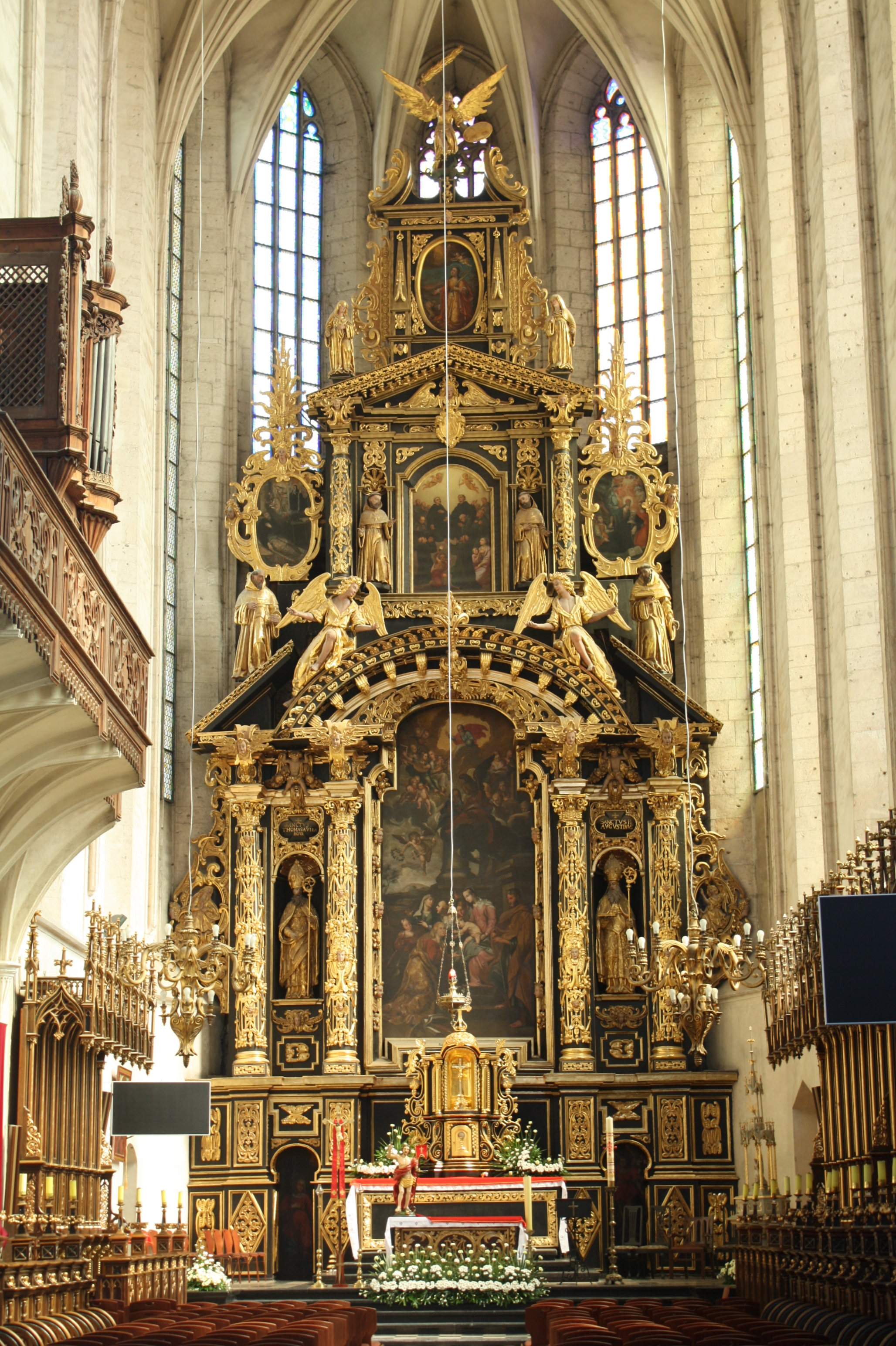
Altar
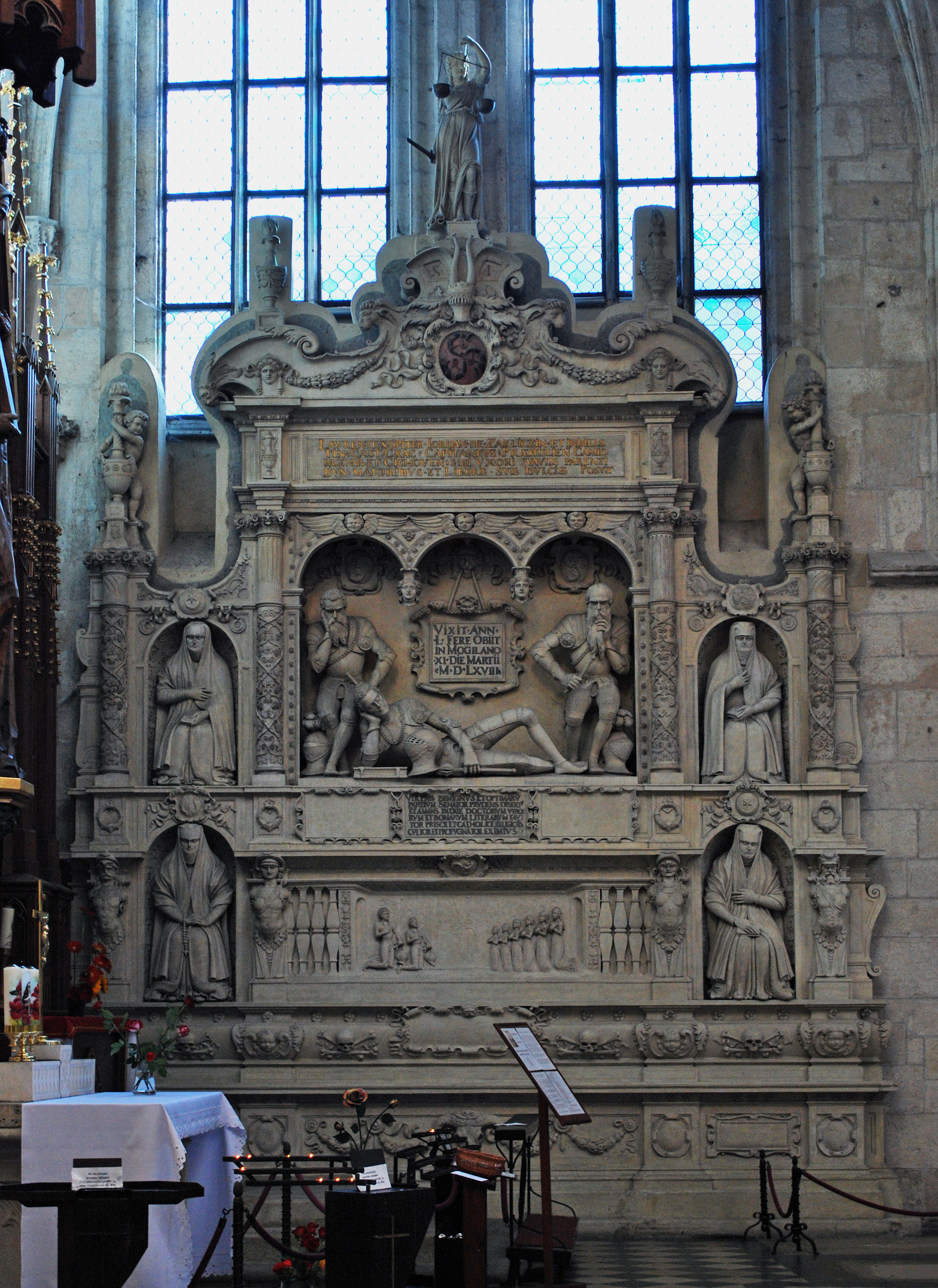
Grabmal Spytek Jordans von Gucci

## Kunstwerke
In der Kirche befinden sich zahlreiche gotische, Renaissance- und barocke Kunstwerke, unter anderem gotische Fresken in den Kreuzgängen des Klosters.

## Nachweise
- Homepage